# Syrphoidea
Super-famille
Les Syrphoidea sont une super-famille d'insectes diptères brachycères muscomorphes considérée comme non valide par le Système d'information taxonomique intégré (ITIS).

## Classification

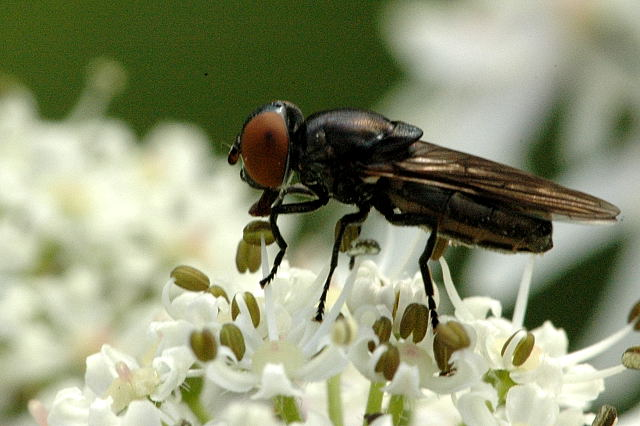
Chrysogaster solstitialis

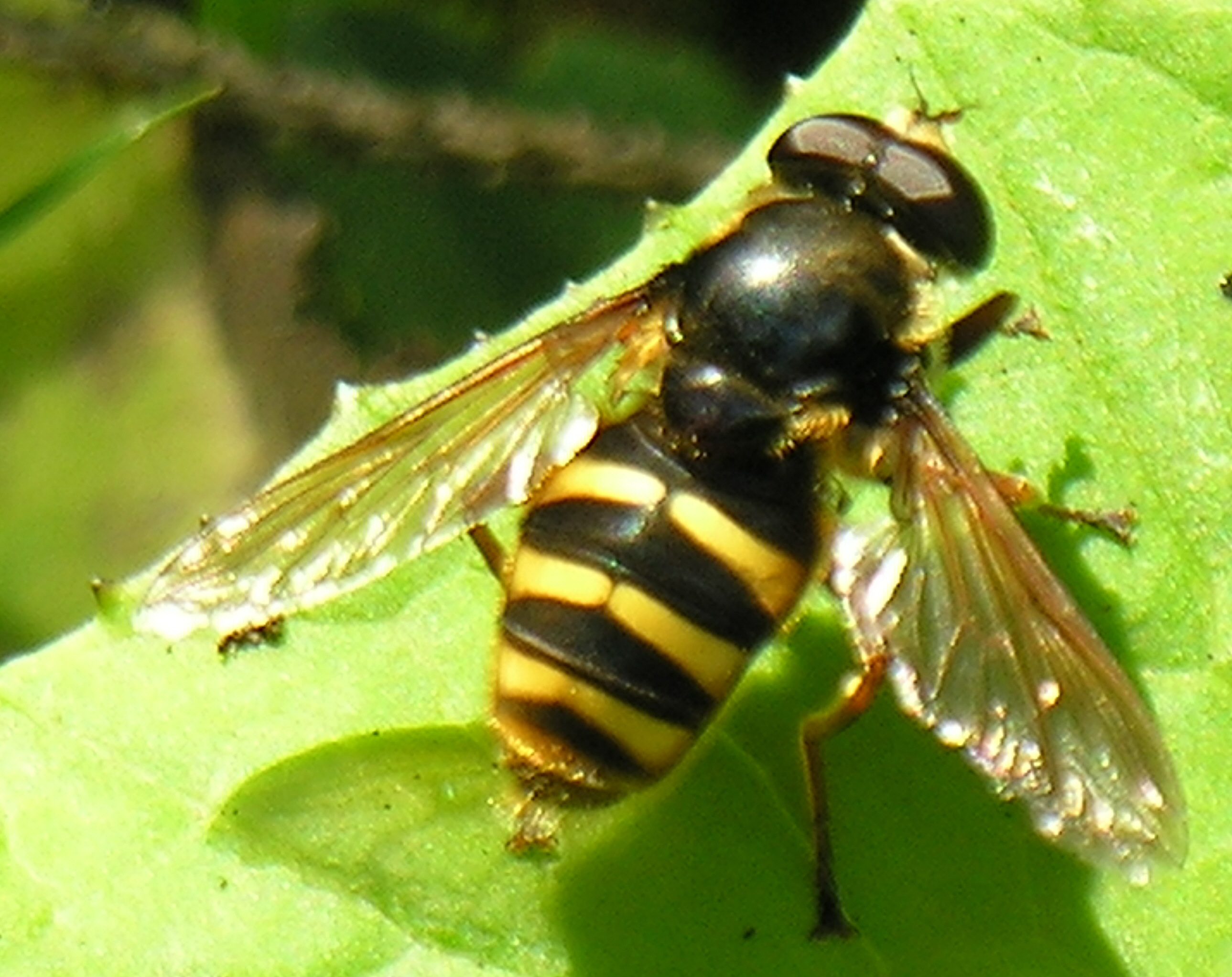
Sericomyia silentis

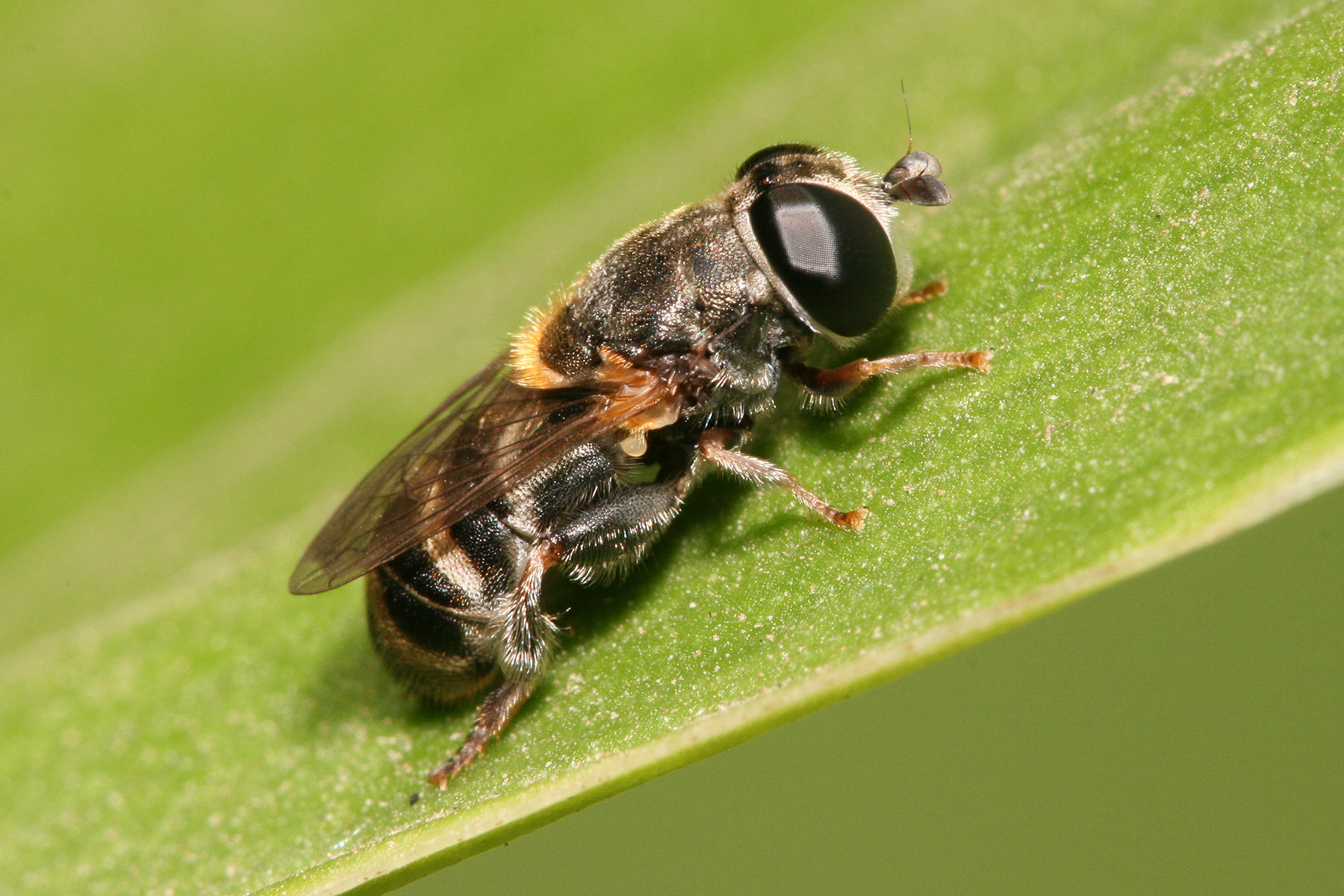
Eumerus feae

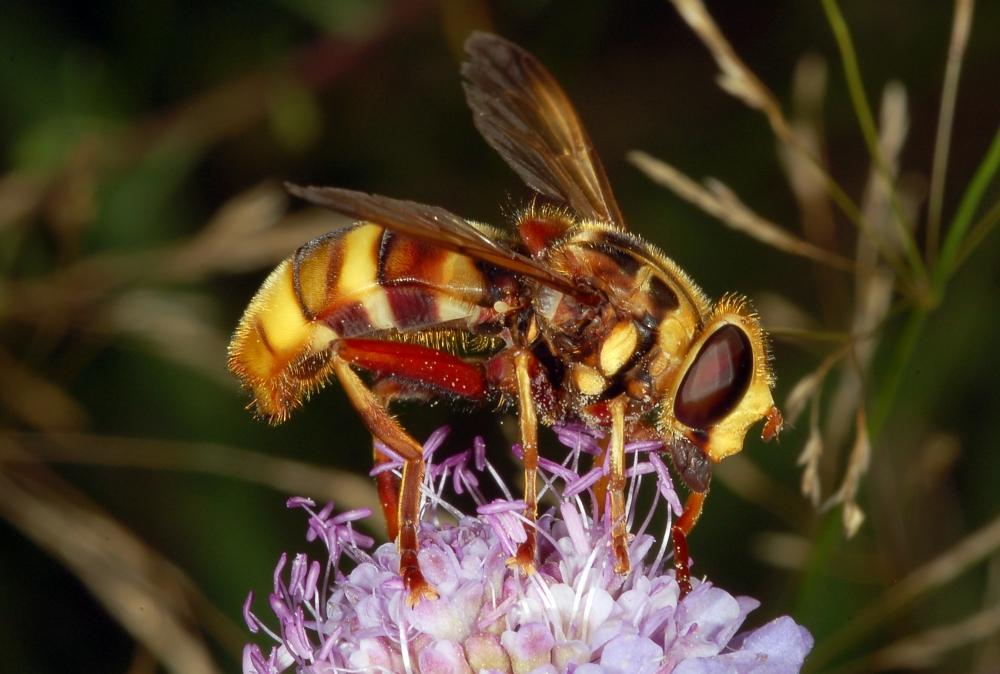
Milesia crabroniformis

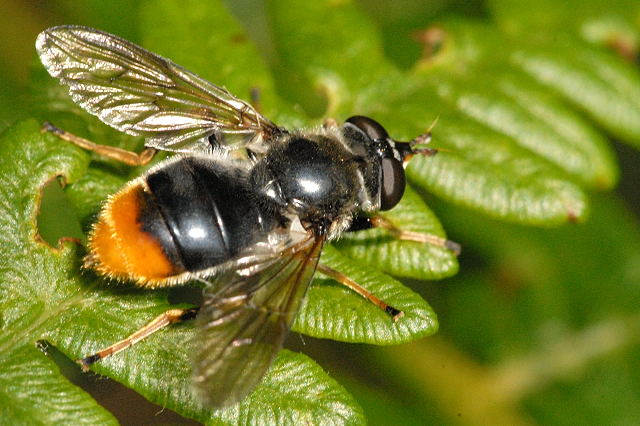
Blera fallax

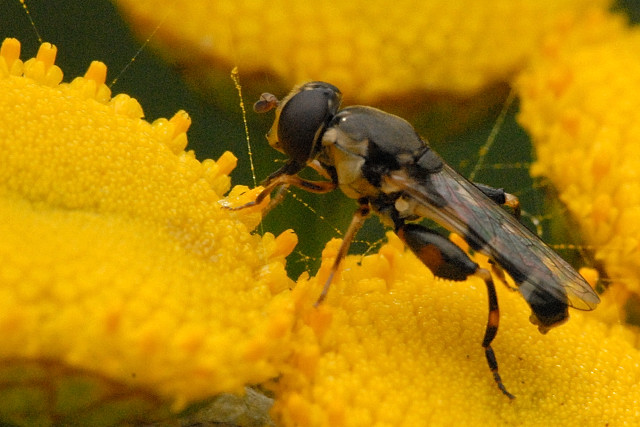
Syritta pipiens

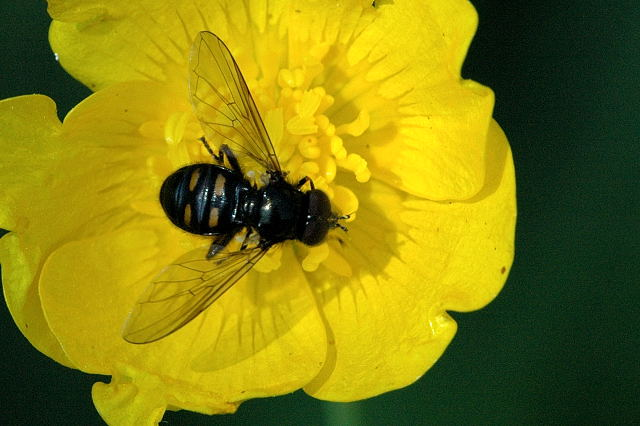
Pipiza quadrimaculata

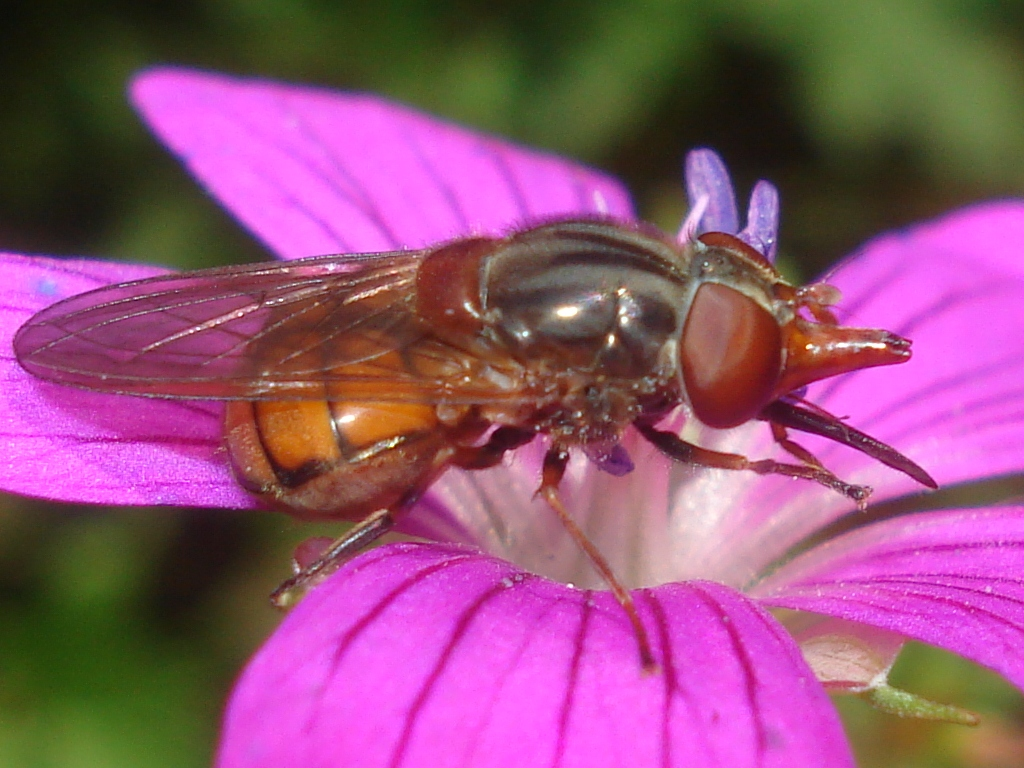
Rhingia campestris

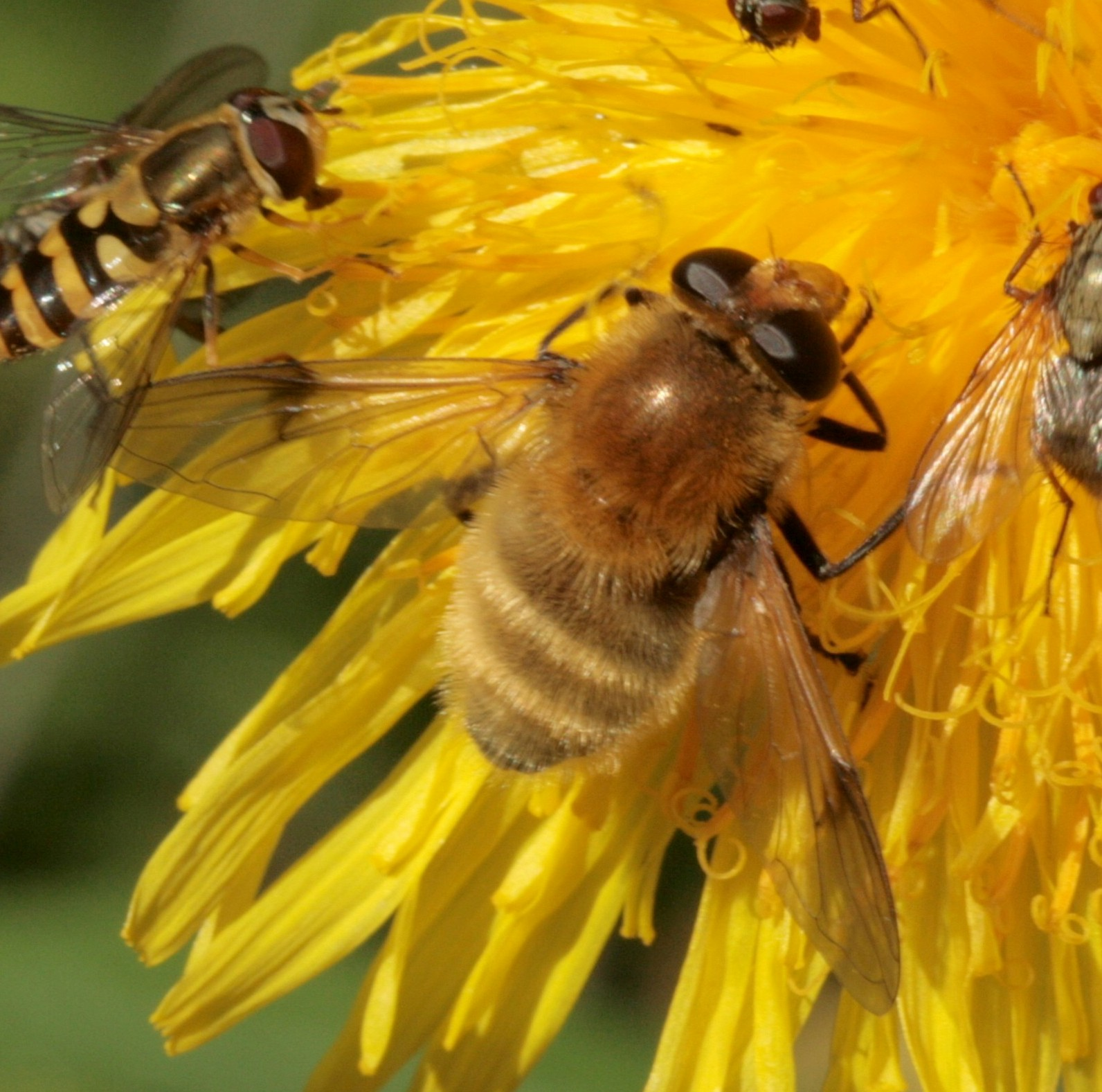
Arctophila superbiens

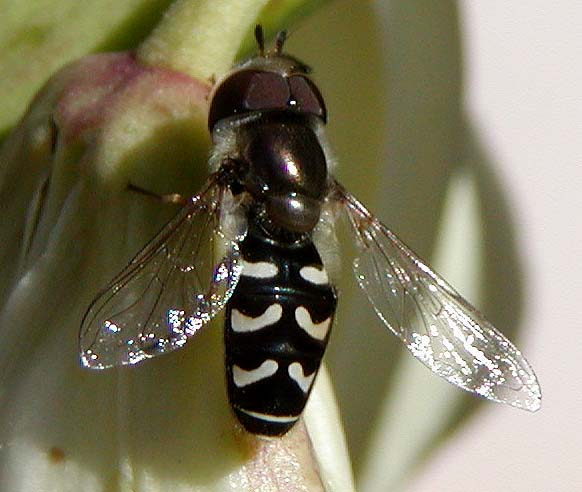
Scaeva pyrastri

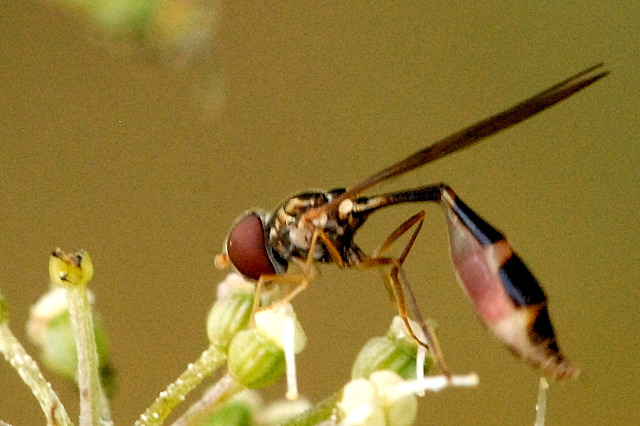
Baccha elongata

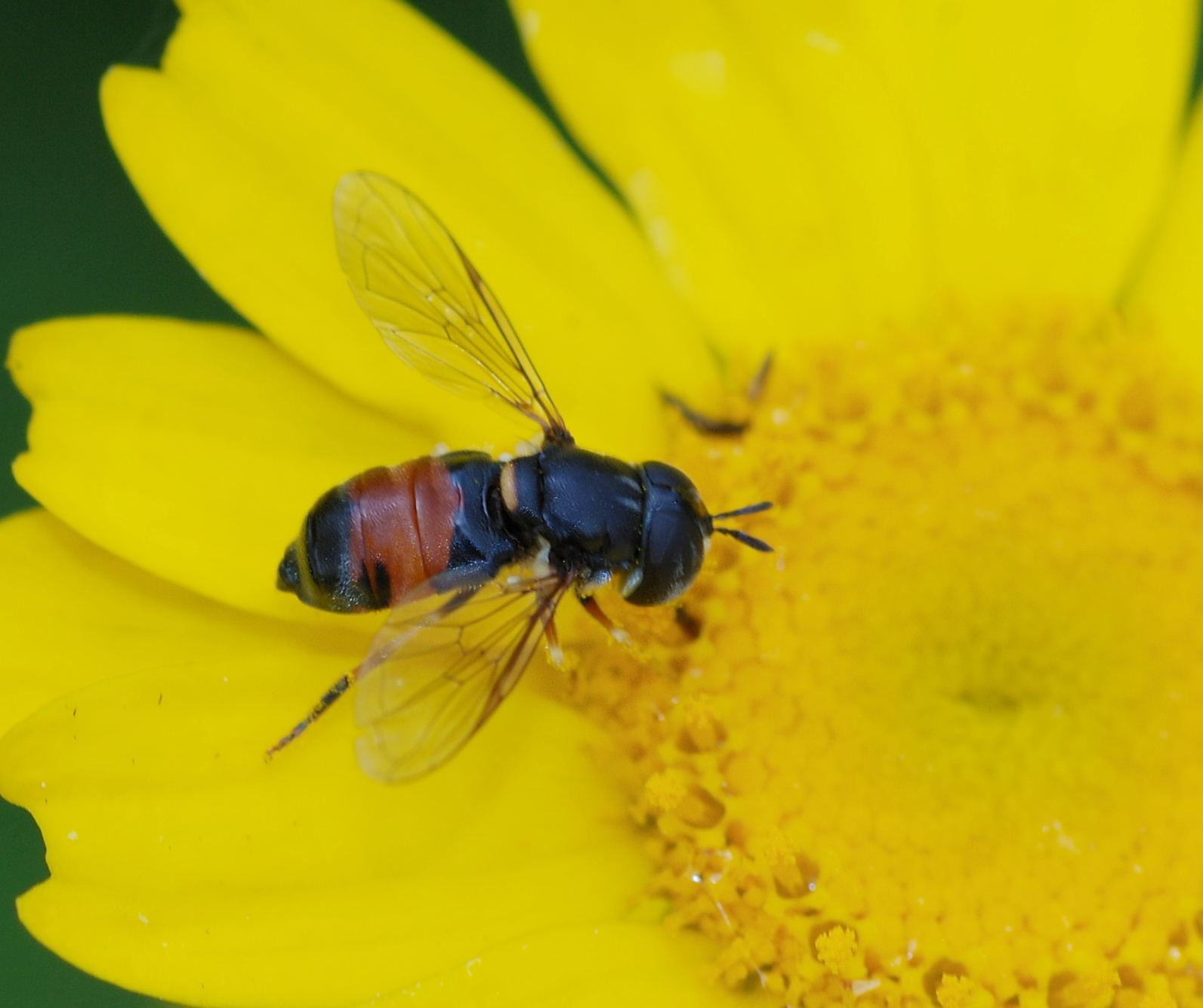
Paragus sp.

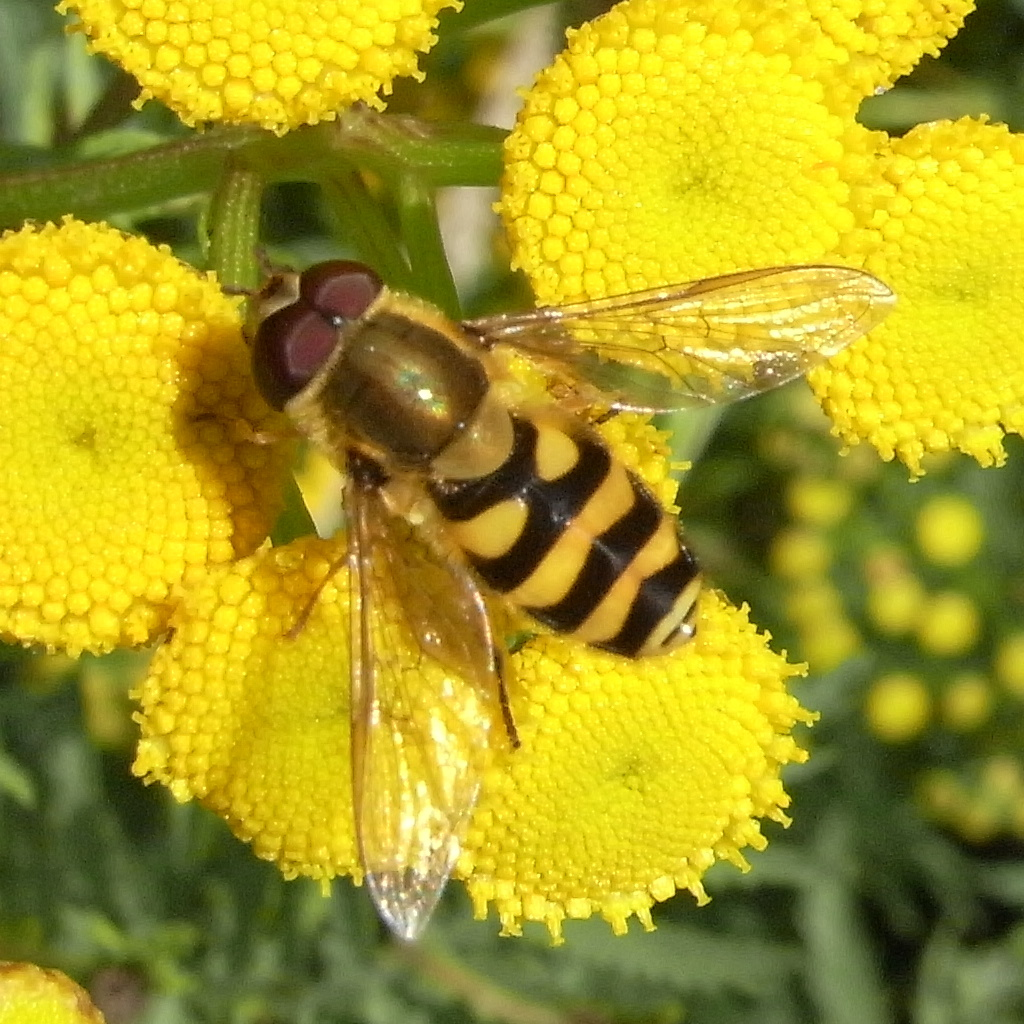
Syrphus ribesii

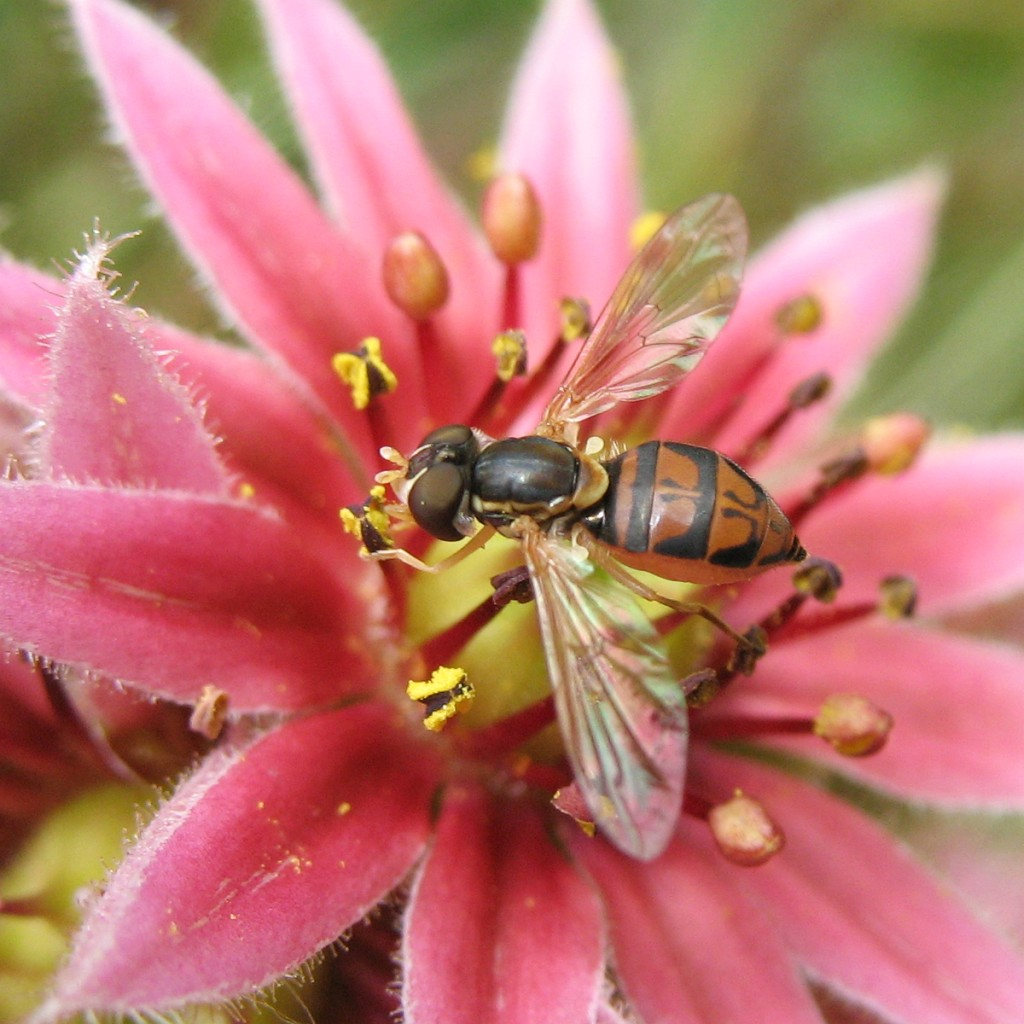
Toxomerus marginatus

Selon ITIS (27 févr. 2013) :
- famille des Pipunculidae
  - sous-famille des Chalarinae
    - Chalarus
    - Jassidophaga
    - †Protoverrallia
    - Verrallia

  - sous-famille des Nephrocerinae
    - tribu des Nephrocerini
      - Nephrocerus
      - †Priabona

  - sous-famille des Protonephrocerinae
    - Protonephrocerus
    - †Metanephrocerus Metanephrocerus belgardeae

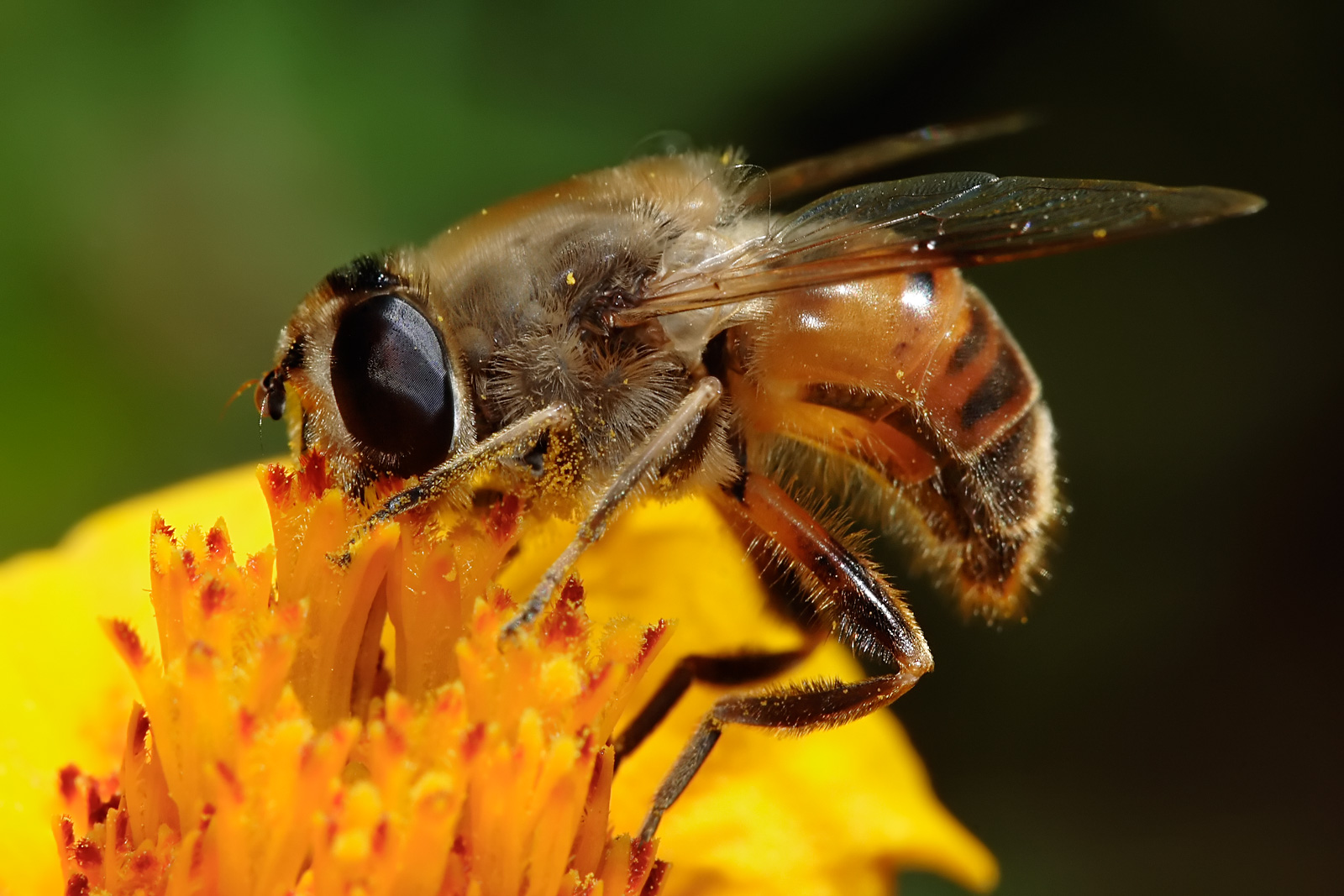
Eristalis tenax

  - sous-famille des Pipunculinae
    - tribu des Cephalopsini
      - Cephalops
      - Cephalosphaera

    - tribu des Microcephalopsini
      - Collinias
      - Microcephalops

    - tribu des Eudorylini
      - Allomethus
      - Amazunculus
      - Basileunculus
      - Claraeola
      - Clistoabdominalis
      - Dasydorylas
      - Elmohardyia
      - Eudorylas

    - tribu des Tomosvaryellini
      - Dorylomorpha
      - Tomosvaryella

    - incertae sedis
      - Pipunculus
- famille des Syrphidae

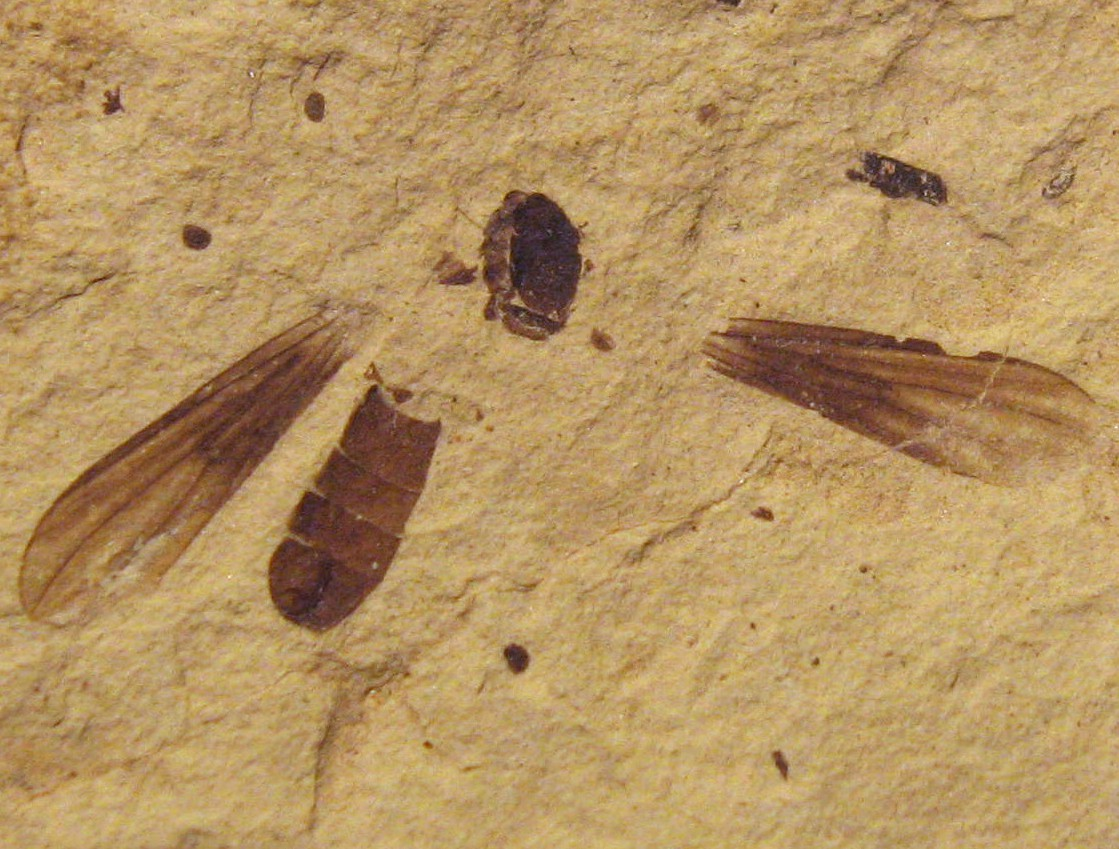
Metanephrocerus belgardeae

  - sous-famille des EristalinaeEristalis tenax
    - tribu des Brachyopini Chrysogaster solstitialis
      - Austroascia
      - Brachyopa
      - Cacoceria
      - Chamaesphegina
      - Chromocheilosia
      - Chrysogaster
      - Chrysosyrphus
      - Cyphipelta
      - Hammerschmidtia
      - Hemilampra
      - Lejogaster
      - Lepidomyia
      - Liochrysogaster
      - Melanogaster
      - Myolepta
      - Neoascia
      - Orthonevra
      - Riponnensia
      - Sphegina

    - tribu des Calliceratini
      - Callicera
      - Notiocheilosia

    - tribu des Cerioidini Ceriana vespiformes
      - Ceriana
      - Monoceromyia
      - Polybiomyia
      - Primocerioides
      - Sphiximorpha

    - tribu des Eristalini

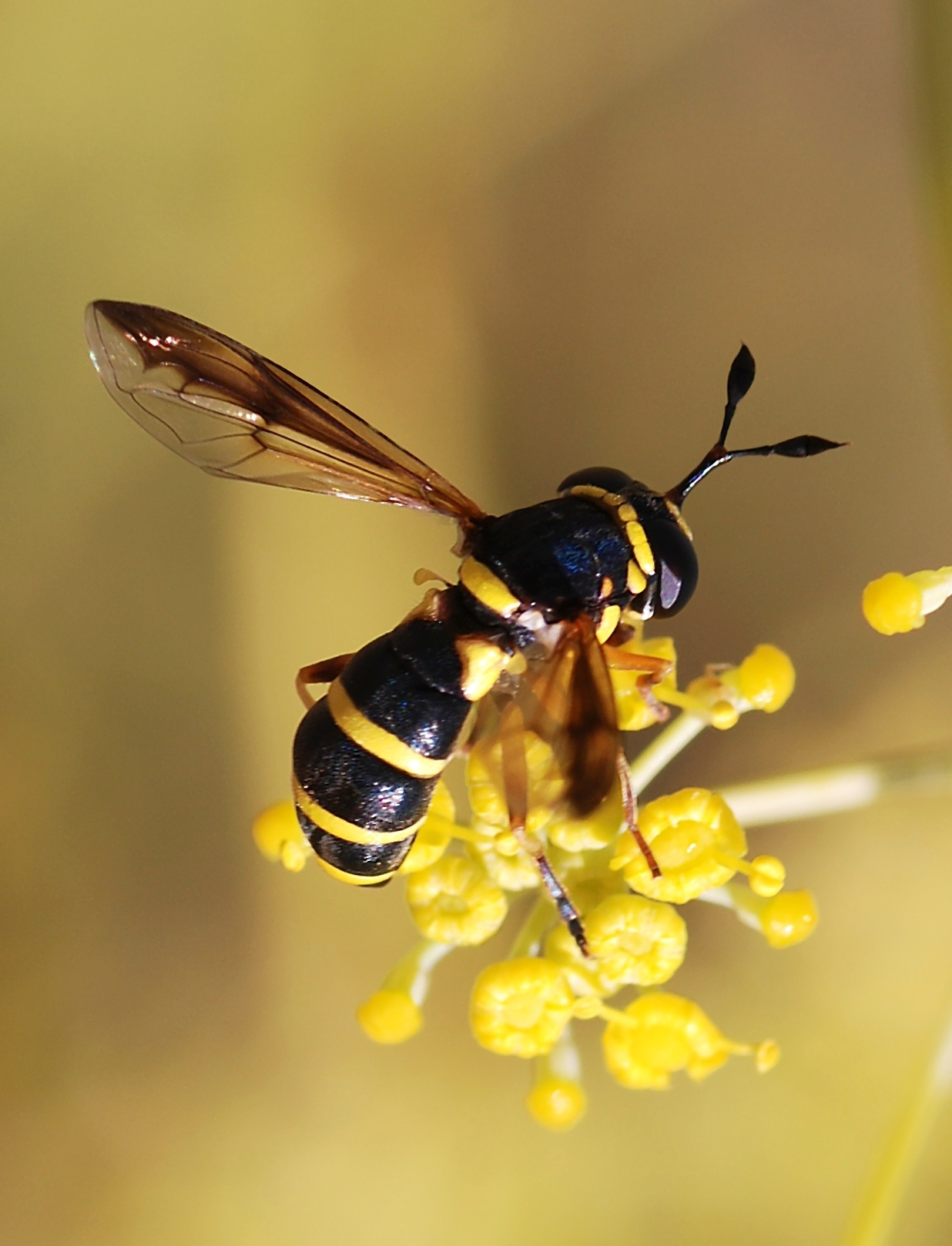
Ceriana vespiformes

      - sous-tribu des Eristalina Eristalis tenax
        - Austalis
        - Axona
        - Digulia
        - Dissoptera
        - Eristalinus
        - Eristalis
        - Keda
        - Kertesziomyia
        - Lycastrirhyncha
        - Meromacroides
        - Meromacrus
        - Palpada
        - Phytomia
        - Senaspis
        - Simoides
        - Solenaspis

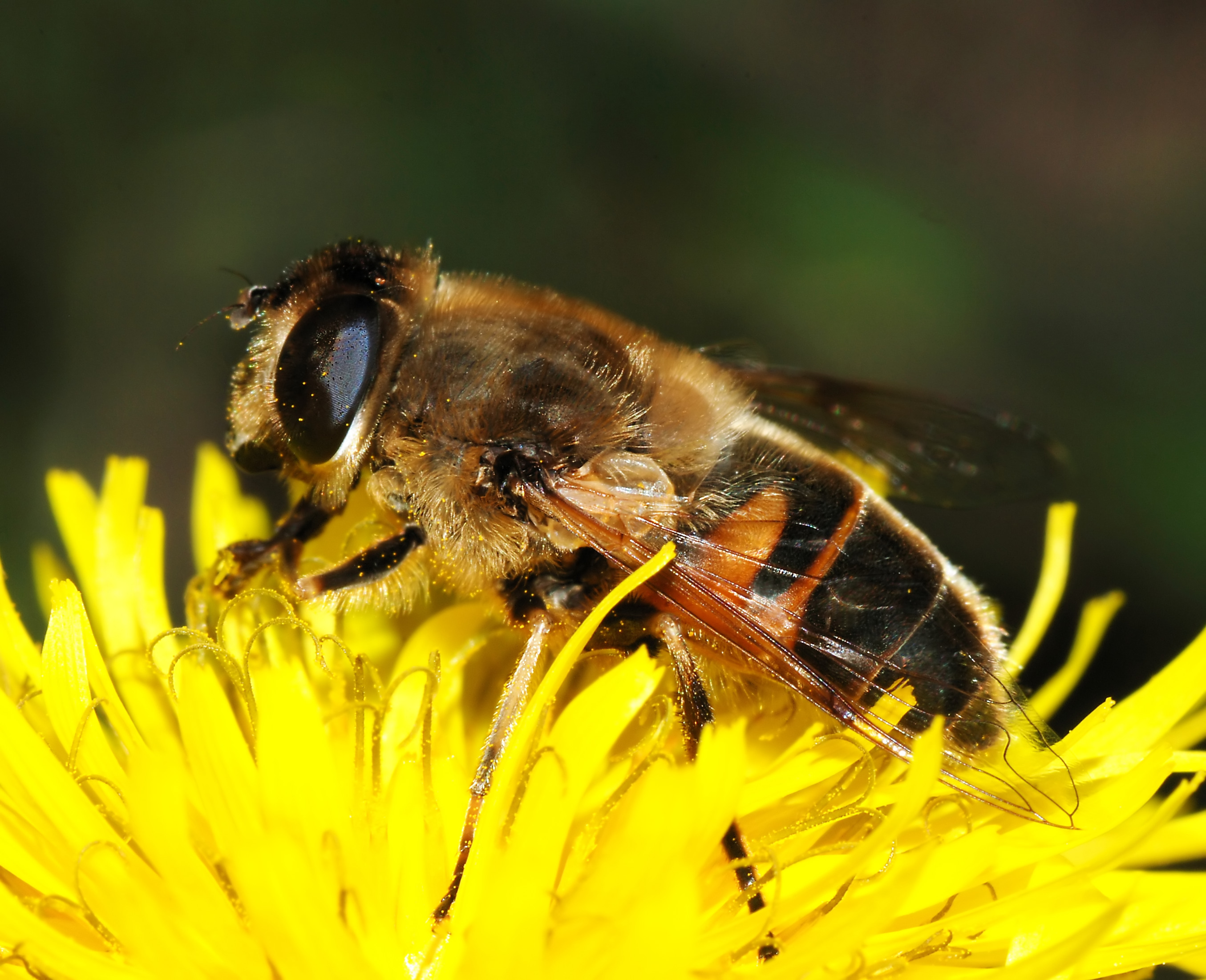
Eristalis tenax

      - sous-tribu des Helophilina Helophilus pendulus
        - Anasimyia
        - Austrophilus
        - Chasmomma
        - Dolichogyna
        - Habromyia
        - Helophilus
        - Lejops
        - Mallota
        - Mesembrius
        - Myathropa
        - Ohmyia
        - Parhelophilus
        - Quichuana

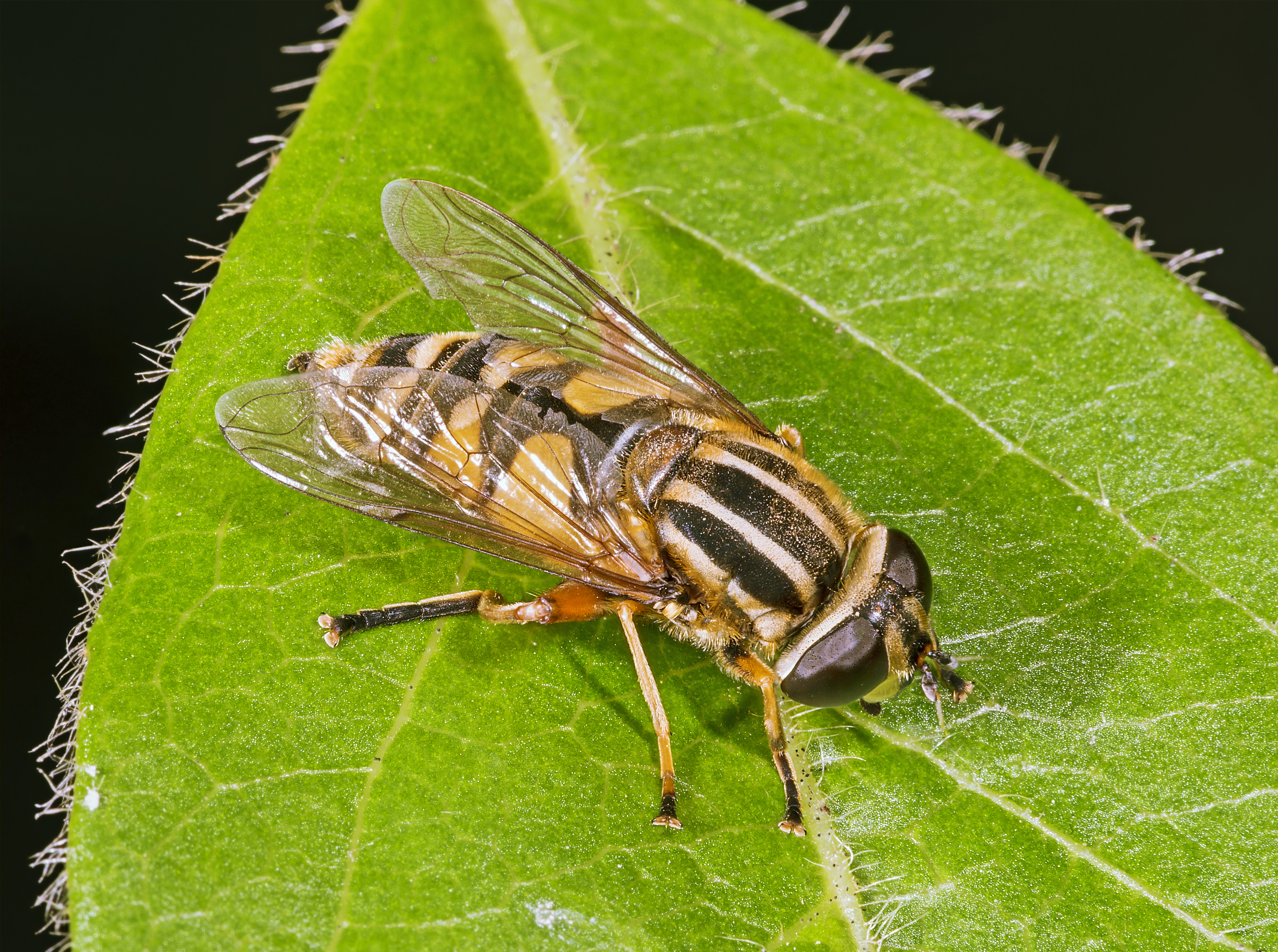
Helophilus pendulus

      - sous-tribu des Sericomyiina Sericomyia silentis
        - Arctophila
        - Conosyrphus
        - Pararctophila
        - Pseudovolucella
        - Pyritis
        - Sericomyia

    - tribu des Eumerini Eumerus feae
      - Alipumilio
      - Austrocheilosia
      - Azpeytia
      - Eumerus
      - Merodon
      - Nausigaster
      - Psilota

    - tribu des Milesiini Milesia crabroniformis
      - Aneriophora
      - Blera Blera fallax
      - Brachypalpus
      - Caliprobola
      - Chalcosyrphus
      - Criorhina
      - Cynorhinella
      - Deineches
      - Flukea
      - Hadromyia
      - Hemixylota
      - Lejota
      - Lycastris
      - Macrometopia
      - Macrozelima
      - Malometasternum
      - Matsumyia
      - Merapioidus
      - Meropidia
      - Milesia
      - Nepenthosyrphus
      - Odyneromyia
      - Orthoprosopa
      - Palumbia
      - Philippimyia
      - Pocota
      - Pterallastes
      - Senogaster
      - Somula
      - Sphecomyia
      - Spilomyia
      - Sterphus
      - Stilbosoma
      - Syritta Syritta pipiens
      - Syrittosyrphus
      - Takaomyia
      - Temnostoma
      - Teuchocnemis
      - Tropidia
      - Valdiviomyia
      - Xylota

    - tribu des Pipizini Pipiza quadrimaculata
      - Heringia
      - Pipiza
      - Pipizella
      - Trichopsomyia
      - Triglyphus

    - tribu des Rhingiini Rhingia campestris
      - Chamaesyrphus
      - Cheilosia
      - Endoiasimyia
      - Ferdinandea
      - Hiatomyia
      - Ischyroptera
      - Macropelecocera
      - Pelecocera
      - Portevinia
      - Psarochilosia
      - Psarus
      - Rhingia
      - Taeniochilosia

    - tribu des Sericomyiini Arctophila superbiens
      - Arctophila
      - Conosyrphus
      - Pararctophila
      - Pseudovolucella
      - Pyritis
      - Sericomyia

    - tribu des Spheginobacchini
      - Spheginobaccha

    - tribu des Volucellini Copestylum haagei
      - Copestylum
      - Graptomyza
      - Ornidia
      - Volucella

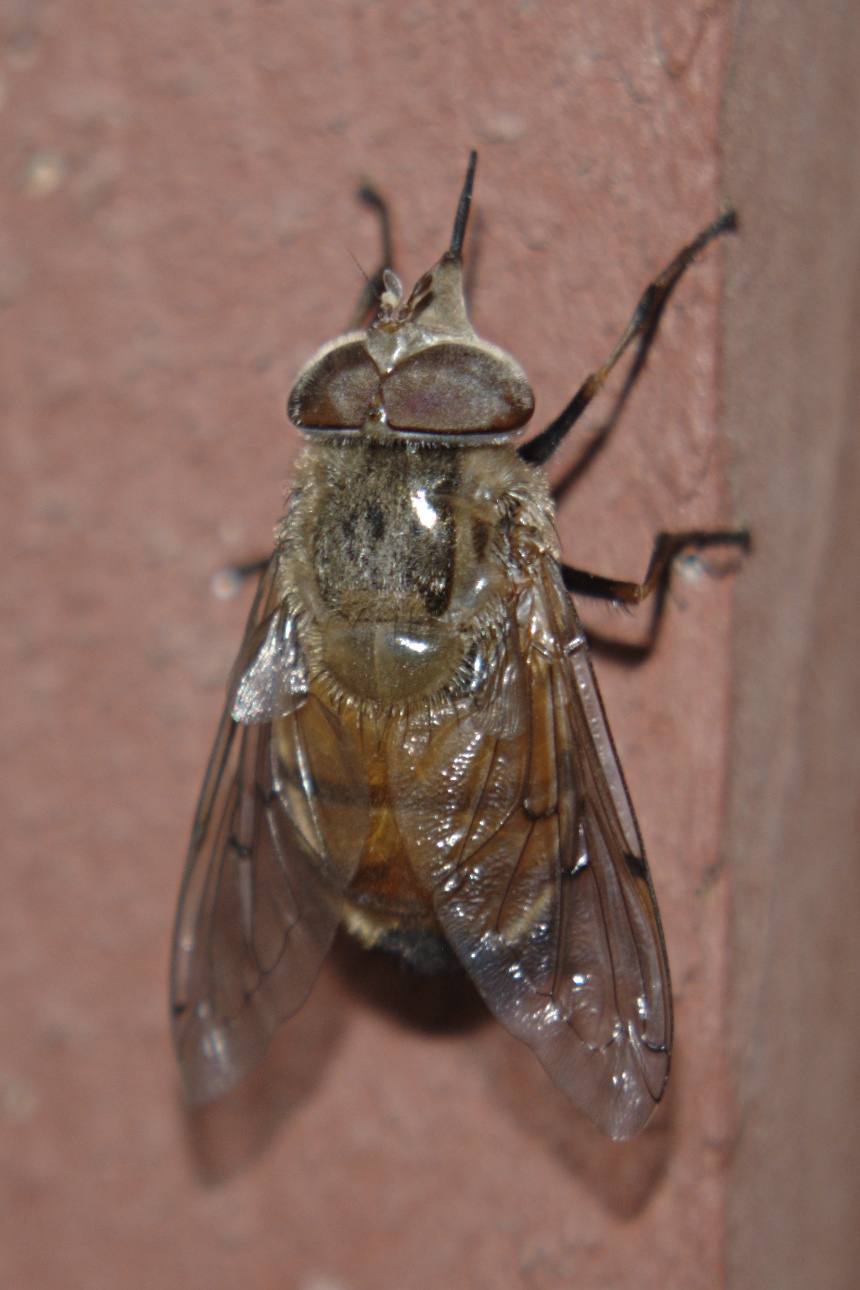
Copestylum haagei

  - sous-famille des Microdontinae Microdon mutabilis
    - Afromicrodon
    - Archimicrodon
    - Aristosyrphus
    - Bardistopus
    - Carreramyia
    - Ceratophya
    - Ceriomicrodon
    - Cervicorniphora
    - Chrysidimyia
    - Chymophila
    - Furcantenna
    - Hovamicrodon
    - Indascia
    - Kryptopyga
    - Masarygus
    - Megodon
    - Microdon
    - Mixogaster
    - Myiacerapis
    - Nothomicrodon
    - Oligeriops
    - Omegasyrphus
    - Paragodon
    - Paramicrodon
    - Paramixogaster
    - Parocyptamus
    - Pseudomicrodon
    - Ptilobactrum
    - Rhoga
    - Rhopalosyrphus
    - Schizoceratomyia
    - Spheginobaccha
    - Surimyia
    - Syrphipogon
    - Ubristes

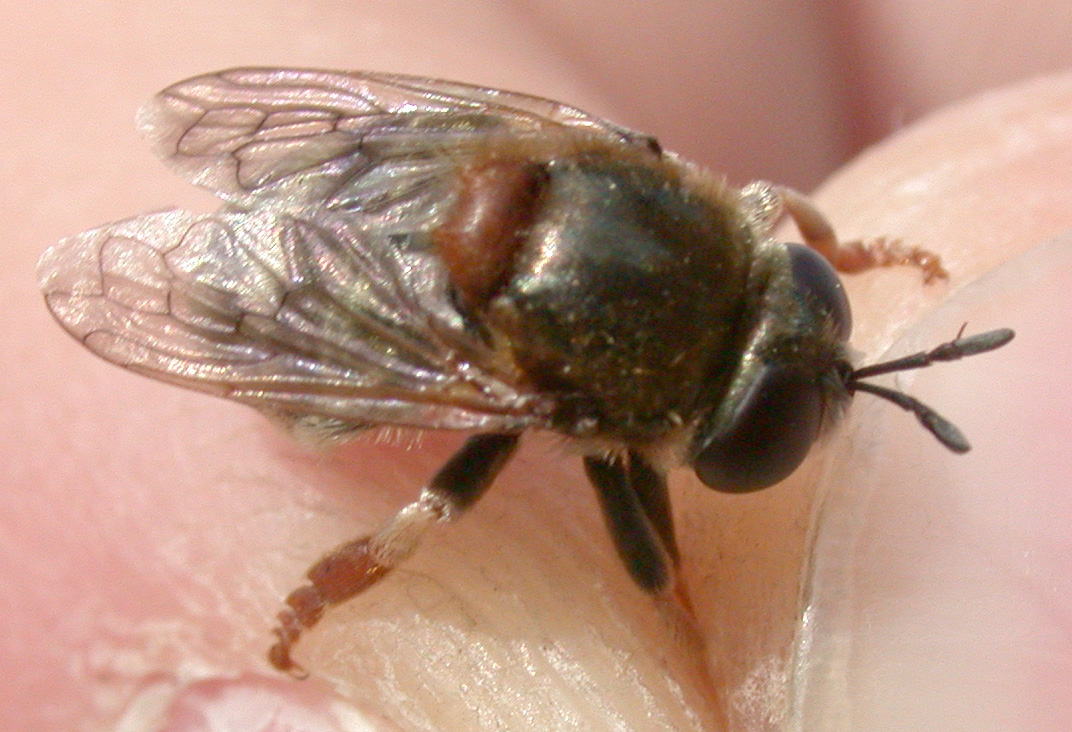
Microdon mutabilis

  - sous-famille des Syrphinae Scaeva pyrastri
    - tribu des Bacchini Baccha elongata
      - Argentinomyia
      - Baccha
      - Leucopodella
      - Melanostoma
      - Platycheirus
      - Rohdendorfia
      - Spazigaster
      - Syrphocheilosia
      - Talahua
      - Tuberculanostoma
      - Xanthandrus

    - tribu des Paragini Paragus sp.
      - Paragus

    - tribu des Syrphini Syrphus ribesii
      - Afrosyrphus
      - Agnisyrphus
      - Allobacha
      - Allograpta
      - Anu
      - Asarkina
      - Asiodidea
      - Betasyrphus
      - Chrysotoxum
      - Citrogramma
      - Dasysyrphus
      - Didea
      - Dideomima
      - Dideoides
      - Dideopsis
      - Doros
      - Eosphaerophoria
      - Epistrophe
      - Episyrphus
      - Eriozona
      - Eupeodes
      - Exallandra
      - Giluwea
      - Ischiodon
      - Lamellidorsum
      - Leucozona
      - Loveridgeana
      - Melangyna
      - Meligramma
      - Meliscaeva
      - Notosyrphus
      - Ocyptamus
      - Parasyrphus
      - Pelloloma
      - Pseudodoros Toxomerus marginatus
      - Rhinobaccha
      - Salpingogaster
      - Scaeva
      - Simosyrphus
      - Sphaerophoria
      - Syrphus
      - Vockerothiella
      - Xanthogramma

    - tribu des Toxomerini
      - Toxomerus